# Джонс, Сет
Джа́ред Сет Джонс (англ. Jared Seth Jones; род. 3 октября 1994, Арлингтон, Техас) — американский хоккеист, защитник клуба НХЛ «Флорида Пантерз» и сборной США. Обладатель кубка Стэнли 2025 года.

## Юность
Родился в семье баскетболиста Рональда Джонса, когда тот выступал за «Даллас Маверикс». На хоккей Сета привёл отец. В 2000 году «Попай» Джонс играл за «Денвер Наггетс», домашней ареной которых является Пепси-центр. Также домашние матчи там проводит клуб НХЛ «Колорадо Эвеланш». Однажды при выходе из раздевалки он встретил Джо Сакика и попросил того помочь научить кататься на коньках Сета. Учась в начальной школе, Сет Джонс в возрасте 10 лет принимал участие в хоккейных турнирах для 11 и 12 летних детей. Он играл за детские команды в Колорадо и Далласе.

## Игровая карьера

### Клубная карьера
Среди игроков, доступных для выбора на драфте 2013 года, Сет Джонс котировался выше всех на протяжении последних шести месяцев перед драфтом. Когда лотерею за право выбирать первым выиграл клуб «Колорадо Эвеланш», главным тренером которого является друг семьи Джонсов Патрик Руа, а вице-президентом по хоккейным операциям Джо Сакик, была велика вероятность попадания Сета в денверский клуб. Однако и Руа, и Сакик за две недели до проведения драфта дали понять, что под первым номером будут выбирать нападающего, одного из трёх: Натана Маккиннона, Джонатана Друэна или Александра Баркова. В итоге выбор «лавин» пал на Маккиннона, а Сет был выбран только лишь под четвёртым номером клубом «Нэшвилл Предаторз».
Сет Джонс сразу стал основным защитником «Нэшвилла», в первом же сезоне проведя 77 игр регулярного чемпионата. Он играл в паре с капитаном «хищников» Ши Уэбером. 8 октября 2013 года Джонс набрал первое очко в НХЛ, отдав голевую передачу в матче против «Миннесоты Уайлд», а уже в своем пятом матче, 12 октября против «Нью-Йорк Айлендерс», открыл счет своим заброшенным шайбам, поразив ворота Евгения Набокова.
6 января 2016 года был обменян в «Коламбус Блю Джекетс» на центрфорварда Райана Джохансена.
29 июня 2016 года Джонс подписал с «Коламбусом» новый шестилетний контракт с кэпхитом 5,4 миллиона долларов за год.
11 августа 2020 года в матче первого раунда плей-офф Кубка Стэнли против «Тампа-Бэй Лайтнинг» в общей сложности провёл на льду 65 минут и 6 секунд, и установил новый рекорд лиги по игровому времени среди полевых игроков.
В 2021 году Джонс был обменян в «Чикаго Блэкхокс» и подписал контракт на 8 лет с зарплатой в $ 9,5 млн за сезон
.

### В сборной

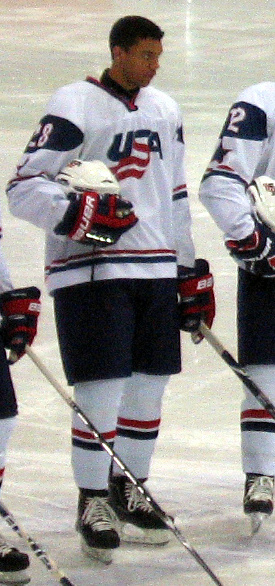
Сет Джонс в форме сборной США

В 2014 году Сет Джонс играл за сборную США на чемпионате мира в Минске. На этом турнире он провёл все восемь матчей, в которых набрал 11 (2+9) очков. По итогам чемпионата Сет Джонс вошёл в символическую сборную, а также был признан лучшим защитником турнира.
На чемпионат мира 2015 года в Чехии Джонс был заявлен после вылета «Нэшвилла» из кубка Стэнли в первом раунде. На этом турнире он провел все десять матчей, в которых набрал 4 (1+3) очка. Сборная США выиграла бронзовые медали в матче за третье место у сборной Чехии. Сет Джонс вошёл в тройку лучших игроков своей сборной.

## Игровая характеристика
Сет Джонс обладает внушительными габаритами, хорошо катается, хорош как в отборе шайбы, так и в созидательных действиях при подключении к атакам. Атлетизм Джонса позволяет ему очень хорошо кататься для игрока его габаритов. Он обладает отличной мобильностью и силой, что полезно для атаки и обороны. Джонс может сделать умный первый пас, а также он способен сам привезти шайбу в зону соперника. Он имеет хорошее чувство хоккея, полезен при игре в большинстве благодаря своей мобильности, быстрой обработке шайбы и очень опасному броску. Похожие игроки по стилю: Скотт Нидермайер и Роб Блейк.

## Вне хоккея

### Семья
Отец Сета Джонса — Рональд «Попай» Джонс — баскетболист и тренер. Он провел в НБА 11 сезонов, выступая за «Даллас Маверикс», «Торонто Рэпторс», «Бостон Селтикс», «Денвер Наггетс», «Вашингтон Уизардс» и «Голден Стэйт Уорриорз». У Сета Джонса есть два брата. Старший брат Сета, Джастин, занимался хоккеем на любительском уровне, учась в университете Денвера. Младший брат, Калеб, также занимается хоккеем и играет на позиции защитника. В 2015 году Калеба Джонса на драфте НХЛ в четвёртом раунде выбрал «Эдмонтон Ойлерз».
Любимый клуб НХЛ Сета Джонса — «Детройт Ред Уингз», а любимый игрок — Павел Дацюк. Любимые актеры Джерард Батлер и Дензел Вашингтон. Полное имя Сета Джонса — Джаред Сет Джонс, но он использует только среднее имя, потому что оно ему больше нравилось в детстве.

## Награды и достижения
| Приз                                               | Год  |
| -------------------------------------------------- | ---- |
| Первая сборная Всех звёзд Западной конференции WHL | 2013 |
| Джим Пигготт Мемориал Трофи                        | 2013 |
| Лучший драфт-проспект CHL                          | 2013 |
| Обладатель Кубка Стэнли                            | 2025 |

## Статистика
| Легенда | Легенда                    | Легенда | Легенда                   | Легенда | Легенда    |
| ------- | -------------------------- | ------- | ------------------------- | ------- | ---------- |
| И       | Количество проведённых игр | Штр     | Штрафное время            | +/−     | Плюс-минус |
| Г       | Голы                       | П       | Голевые передачи          | О       | Очки       |
| -       | Статистика неизвестна      | —       | Статистика не учитывалась |         |            |